# Masamune-kun no Revenge
Masamune-kun no Revenge (政宗くんのリベンジ Masamune-kun no Ribenji?, lit. La venganza de Masamune), también llamado Masamune-kun's Revenge, es una serie manga escrita por Hazuki Takeoka e ilustrada por Tiv. El manga comenzó a publicarse en la editorial Ichijinsha el 27 de octubre de 2012.
Un manga spin-off titulado Masamune-kun no Revenge: After School se comenzó a publicar como continuación del manga original el 27 de septiembre de 2018 en Japón. y finalizó en enero de 2019. Cuenta con 7 capítulos.
Otro manga secuela, titulado "Masamune-kun no Revenge: Engagement" comenzó su publicación en abril de 2023 por la página oficial de Comic Howl. Es nuevamente escrito por Hazuki Takeoka, e ilustrado por la artista Tiv. Sus capítulos fueron recopilados en el Volumen 12, publicado el 27 de julio de 2023 por la editorial Ichijinsha.
Una adaptación a serie de anime por Silver Link se emitió entre el 5 de enero y el 23 de marzo de 2017. Un Episodio OVA fue publicado en julio de 2018. Una segunda temporada del anime, titulada "Masamune-kun no Revenge R", cuenta con 12 episodios, y fue emitida entre julio y septiembre de 2023. Ambas temporadas cuentan con doblaje al español latino y castellano.

## Argumento
Cuando era niño, Masamune Makabe sufre el rechazo de una muchacha rica y hermosa llamada Aki Adagaki, quien lo apodó "cerdito" debido a su aspecto de niño gordo. Buscando venganza, Masamune trabaja duro para mejorarse a sí mismo y regresa como un increíblemente guapo, aunque narcisista, estudiante de secundaria. Cuando se encuentra con Aki una vez más, está preparado para exigir venganza. Con la ayuda de la sirvienta de Aki, Yoshino Koiwai, Masamune lentamente comienza a construir su relación con Aki, con la intención de romper su corazón cuando sea el momento adecuado. Sin embargo, como su amistad con Aki comienza a crecer, Masamune comienza a cuestionar los objetivos de sus planes tortuosos, y si llevarlos a cabo es lo que su corazón realmente desea.

## Personajes

### Principales
Masamune Makabe (真壁 政宗 Makabe Masamune?)
Seiyū: Natsuki Hanae, Ethien Desco (español latino)
Es el protagonista principal de la historia; un muchacho apuesto y de buena condición física. Sin embargo, tiene un secreto y es que no siempre fue así, de niño era objeto de burlas debido a su sobrepeso, pero un día una niña llamada Aki Adagaki lo ayudó haciendo que él se enamorara de ella, pero Aki lo rechazó de una manera grosera colocándole el apodo de "patas de cerdo" (豚足, Tonsoku), desde ese momento Masamune comenzó a cuidarse y a hacer ejercicio; planeando que Aki se enamoré de él y hacer lo mismo que ella le hizo ocho años atrás. Cuando Yoshino confiesa que ella fue la verdadera culpable, Masamune no sabe cómo debería reconciliarse con Aki. En un giro de los acontecimientos, Masamune afirma correctamente su amor por Aki al final.
Aki Adagaki (安達垣 愛姫 Adagaki Aki?)
Seiyū: Ayaka Ohashi, Gaby Gris (español latino)
Aki es una muchacha rica y hermosa, conocida en la preparatoria por su brutal trato hacia los chicos que se le declaran colocándoles apodos humillantes lo que le ha dado su apodo de "princesa bestial". Ocho años antes de la historia aparentemente ella rechazó a Masamune colocándole el apodo de "Cerdito" lo que lo hace despreciarla y lo lleva a su transformación y compromiso con la venganza, sin embargo, ella parece extrañar al pequeño Masamune, recordándolo a solas. Ella tiene un enorme apetito, a menudo se ve a Yoshino comprándole comida a pesar de haber consumido ya 5 o 6 cajas de bento. Más tarde se reveló que ella estaba enamorada de Masamune durante su infancia y que su odio por los hombres surgió del incidente, lo que provocó que se fuera sin decir nada y dejando a Aki con el corazón roto. Cuando Masamune finalmente la confronta sobre el pasado, ella le dice que nunca le dio el apodo de "cerdito" en primer lugar y que nunca escuchó ese apodo antes. Cuando Aki se da cuenta de la verdadera identidad de Masamune, intenta convertirlo en el mismo niño gordito que solía ser. Aki menciona que encontró su gordura "linda" y, en general, como un símbolo de riqueza, lo que implica que los chicos gorditos son su tipo. Cuando lee los derechos de venganza de Masamune y escucha los arrepentimientos de Yoshino, Aki decide arreglar todo. Con la venganza mal entendida aclarada, Aki no puede evitar aceptar el corazón honesto de Masamune. Al final ella y Masamune se convierten en novios.
Yoshino Koiwai (小岩井 吉乃 Koiwai Yoshino?)
Seiyū: Inori Minase, Karen Montero (español latino)
Yoshino es la sirvienta personal de Aki. A simple vista se ve como una chica tímida y torpe. Pero su verdadera personalidad es fría y manipuladora, capaz de engañar a Aki sin ningún tipo de remordimiento. Ella es quien "descubre" la identidad de Masamune colocándole una carta en su casillero con la palabra "Cerdito" y decide ayudar a Masamune con su venganza debido a los malos tratos por parte de Aki, escondiendo sus verdaderas intenciones. Más tarde, se revela que Yoshino se había disfrazado de Aki ocho años antes  y fue quien había llamado a Masamune "cerdito", ya que estaba celosa de la amistad que tenían Aki y Masamune. A medida que avanza la historia, se revela que Yoshino en realidad estaba enamorada de Masamune, sin embargo, Masamune la rechaza debido a sus sentimientos por Aki.
Neko Fujinomiya (藤ノ宮 寧子 Fujinomiya Neko?)
Seiyū: Suzuko Mimori, Anette Ugalde (español latino)
Es una chica de cabello y ojos marrones, de carácter alegre y refinado. Fue transferida a la academia poco tiempo después de Masamune, aparentemente buscándole para luego decirle que está enamorada de él, debido a que Masamune fue amable con ella en el pasado. Al igual que Masamune, Neko también era gordita, pero por sus problemas de salud fue perdiendo peso, ama incondicionalmente  a masamune.
Tae Futaba (双葉 妙 Futaba Tae?)
Seiyū: Azusa Tadokoro, Dessire Hernández (español latino)
Es una de las cuantas chicas que están enamoradas de Masamune. Es la delegada de la clase. Es optimista y amigable. También es fujoshi, ya que se imagina a Masamune y a Kojūrō juntos. Una vez le pidió una cita a Masamune, pero él se negó y quedaron solo como amigos, aun así ella sigue enamorada de él.
Kojūrō Shuri (朱里 小十郎 Shuri Kojūrō?)
Seiyū: Saori Hayami, Natalia Desco (español latino)
Es el mejor amigo de Masamune en la escuela. Es un personaje de estilo Bishonen, que a pesar de alegar que es un chico, tiene aspecto y algunos comportamientos femeninos, por lo que todo el curso, incluido el mismo Masamune, dudan de su verdadero género. Es muy gentil y estima mucho a Masamune, además de darle datos sobre Aki, a quien nunca le habló. Sin embargo Aki suele usarlo como intermediario entre ella y Masamune.
Kanetsugu Gasō (雅宗 兼次 Gasou Kanetsugu?)
Seiyū: Mitsuki Saiga
Gasō es una chica fingiendo ser un chico. El dice ser "Masamune", el amigo de la infancia de Aki, haciendo que ella se comporte raramente gentil con "él", además de que su familia la nombró prometido oficial de Aki. Masamune la reconoce como una gran amenaza a su plan. Se disfrazó de Masamune para poder casarse con un miembro de la familia Adagaki en un intento por salvar a su familia de la pobreza. Después de que se expone el verdadero género de Kanetsugu, comienza a trabajar a tiempo parcial en la escuela.

### Familia de Masamune
Kinue Hayase (早瀬 絹江 Hayase Kinue?)
Seiyū: Yui Ogura, Estefanía Piedra (español latino)
Es la madre de Masamune y Chinatsu, y una de las razones por la que Masamune era obeso.
Kinue tiene el cabello de color marrón al igual que sus ojos. Lleva una cinta en su cabeza con una huella de perro en su centro, y por lo general se la ve llevando un delantal. Es de baja estatura y su cuerpo pequeño, por lo que puede ser confundida muy fácilmente con una niña, a pesar de tener 42 años.
Chinatsu Hayase (早瀬 千夏 Hayase Chinatsu?)
Seiyū: Asuka Ōgame, Amanda Hinojosa (español latino)
Es la hermana menor de Masamune. Actualmente asiste a segundo año de la escuela secundaria. Chinatsu tiene el cabello de color marrón, atado en forma de trenza, ojos también marrones y le gusta comer mucho o por lo menos más que a su hermano. Es más alta que su madre.

### Otros
Midori Yuisaki (由井崎 翠 Yuisaki Midori?)
Seiyū: Ami Koshimizu, María Fernanda Morales (español latino)
Secretaria de la familia Adagaki en la Isla Tsundere. Es una mujer alta, tiene cabello rojizo, ojos café claros y usa anteojos. Debido a que no le va bien en el amor, ve a Masamune como una amenaza para tratar de corromper a Aki e intenta separarlos.
Kaneko Sonoka (金子園香 Sonoka Kaneko?)
Seiyū: Mariya Ise, Alexia Lamar (español latino)
Es una de las chicas que se ha autoproclamado guardaespaldas de Aki Adagaki. Es también la vicepresidenta de la Escuela Secundaria Yasaka. Ella se muestra como una chica calmada, pero también optimista. También la podemos ver como una chica manipuladora, ya que hace lo posible por conseguir algo una vez que se lo propone
Kikune Kiba (木場菊音 Kiba Kikune?)
Seiyū: Kanae Ito, Alessia Becerril (español latino)
Mari Mizuno (水野 鞠 Mizuno Mari?)
Seiyū: Satomi Sato, Gaby Ortiz (español latino)
Ella es uno de los guardaespaldas autoproclamados de Aki Adagaki, que odia especialmente a Masamune. Ella es el cerebro de todas las trampas que le tiende a Masamune y tiene dos compañeras, Kikune Kiba y Kaneko Sonoka. Mari puede parecer una persona bastante tímida, pero es muy inteligente. Es amable con cualquier persona excepto Masamune. Además de eso, puede enfadarse con bastante facilidad.
Narano Koiwai (こいわい なりの Koiwai Narano?)
Narano es la hermana mayor de Yoshino y empleada en la mansión Adagaki.
Shidou (しどう Chi Doi?)
Shidou es la asistenta de Neko Fujinomiya.
Muriel Besson (Besson Murlel?)
Es una joven estudiante extranjera de Francia, a la que le interesa mucho la cultura japonesa. Su hermano es Frank Besson, el jefe de un Yakult (mafia japonesa). Durante el viaje de Masamune a Francia, ella lo utiliza como modelo de su héroe y a Aki como la heroína para su manga.                                                                                                                                      Muriel es una chica otaku, por esa razón le gusta todo lo relacionado con la cultura japonesa. También se obsesiona por las comedias románticas, sobre todo las que tratan sobre estudiantes de secundaria.

## Media

### Manga
La mangaka Hazuki Takeoka y la artista surcoreana Tiv comenzaron a serializar el manga en la revista de manga shōnen Monthly Comic Rex de Ichijinsha en la edición de diciembre de 2012 el 27 de octubre de 2012. Ha sido compilado en 12 volúmenes tankōbon.
Un spin-off titulado "Masamune-kun no Re○○○ (Algo)" (政宗くんのリ○○○ (リなんとか), Masamune-kun no Ri○○○ (Nantoka)) es ilustrado por Yūki Shinichi y es serializado en Gekkan ComicREX desde noviembre de 2016.

#### Lista de volúmenes
| Núm. | Fecha de publicación Japón | ISBN Japón             |
| ---- | -------------------------- | ---------------------- |
| 1    | 27 de abril de 2013        | ISBN 978-4-7580-6372-2 |
| 2    | 27 de julio de 2013        | ISBN 978-4-7580-6403-3 |
| 3    | 27 de marzo de 2014        | ISBN 978-4-7580-6432-3 |
| 4    | 27 de septiembre de 2014   | ISBN 978-4-7580-6471-2 |
| 5    | 27 de abril de 2015        | ISBN 978-4-7580-6497-2 |
| 6    | 27 de noviembre de 2015    | ISBN 978-4-7580-6552-8 |
| 7    | 27 de junio de 2016        | ISBN 978-4-7580-6590-0 |
| 8    | 27 de enero de 2017        | ISBN 978-4-7580-6641-9 |
| 9    | 5 de febrero de 2018       | ISBN 978-4-7580-6706-5 |
| 10   | 27 de julio de 2018        | ISBN 978-4-7580-6730-0 |
| 11   | 26 de abril de 2019        | ISBN 978-4-7580-6799-7 |
| 12   | 27 de agosto de 2023       | ISBN 978-4-75808-436-9 |
| 13   | 26 de diciembre de 2023    | ISBN 978-4-75808-463-5 |

### After School
El 27 de septiembre de 2018 se publicó un manga spin-off como secuela del manga original en la revista Monthly Comic Rex. El manga corto, titulado Masamune-kun no Revenge: After school, cuenta una serie de historias posteriores del final del manga centradas en varios personajes.
Este manga cuenta con 7 capítulos.

#### Lista de capítulos
| Núm. | Fecha de publicación     |
| ---- | ------------------------ |
| 1    | 27 de septiembre de 2018 |
| 2    | 26 de octubre de 2018    |
| 3    | 26 de octubre de 2018    |
| 4    | 27 de noviembre de 2018  |
| 5    | diciembre de 2018        |
| 6    | diciembre de 2018        |
| 7    | enero de 2019            |

### Engagement
El abril de 2023 se publicó un nuevo manga secuela del manga original en la web Comic Howl. El manga titulado Masamune-kun no Revenge: Engagement, narra el romance de Masamune y Aki dos años después del final de After School, y cómo los personajes ingresan a la universidad.
Este manga cuenta con 11 capítulos en total, y fueron recopilados en los volúmenes 12 y 13 de la serie.

### Novela ligera
Una adaptación a novela ligera de Hazuki Takeoka, con arte de Tiv, fue publicada en Ichijinsha en un solo volumen el 20 de diciembre de 2013.

#### Lista de volúmenes
| Núm.      | Fecha de publicación    | ISBN                   |
| --------- | ----------------------- | ---------------------- |
| 1         | 20 de diciembre de 2013 | ISBN 978-4-7580-4509-4 |
| Kanzenban | 27 de diciembre de 2016 | ISBN 978-4-7580-6638-9 |

### Anime
El 23 de junio de 2016, el publicador Ichijinsha anunció que la serie recibiría una adaptación a anime. El anime es producido por Silver Link y dirigido por Mirai Minato, con Michiko Yokote y Kento Shimoyama escribiendo los libretos, y Yuki Sawairi diseñando los personajes. Toshiki Kameyama es el director de sonido mientras que Lantis la productora de la música. La serie se emitió entre el 5 de enero de 2017, y fue transmitida en Tokyo MX, AT-X y BS Fuji. El opening es "Wagamama MIRROR HEART" (ワガママMIRROR HEART lit. Orgulloso Corazón Espejado?) interpretado por Ayaka Ohashi y el ending es "Elemental World" interpretado por ChouCho. El anime tiene 12 episodios y cuenta 6 volúmenes BD/DVD.
El 2 de abril de 2022, se anunció una segunda temporada titulada como Masamune-kun's Revenge R". Inicialmente estaba programado para abril de 2023, pero luego se retrasó hasta julio debido a la pandemia de COVID-19 que afectó la producción. El tema de apertura es "Please, please!" interpretado por Ayaka Ōhashi. Crunchyroll obtuvo la licencia de la serie fuera de Asia.
El 21 de junio de 2023, Crunchyroll anunció que la serie recibió ambos doblajes tanto en español latino como en castellano, que se estrenaron la segunda temporada, y la primera temporada fue estrenada el 30 de junio.